# Peter Kubelka

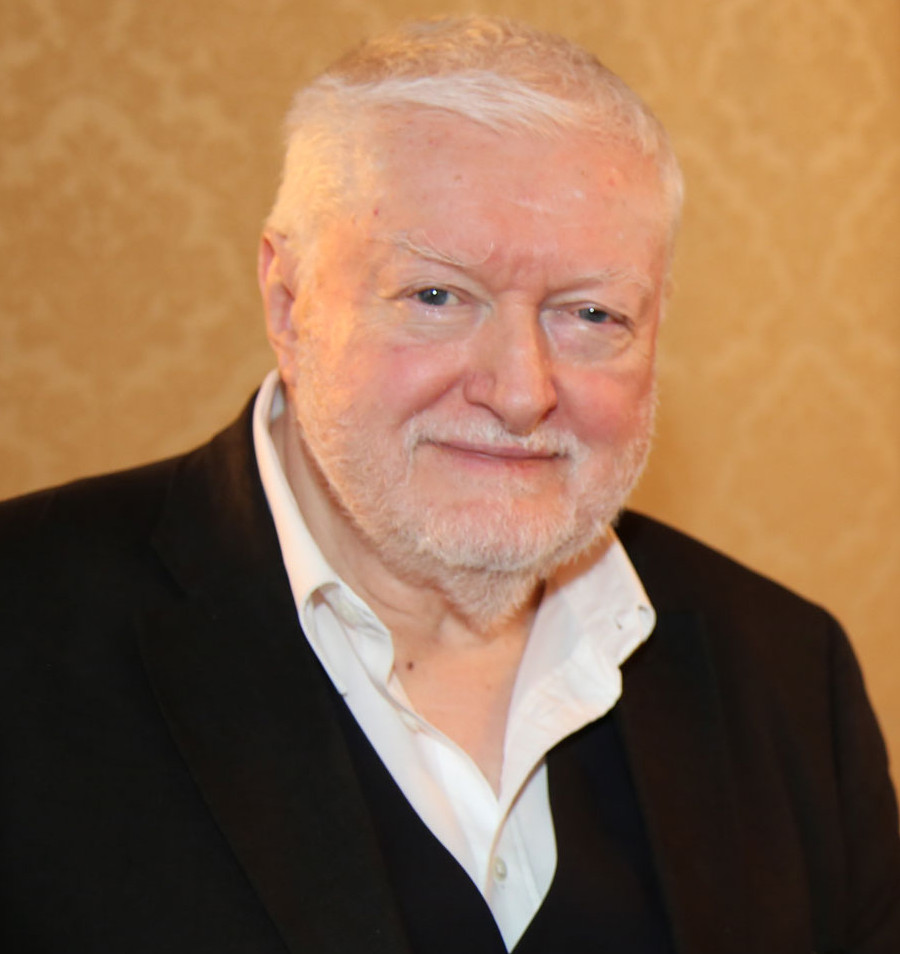
Peter Kubelka (2015)

Peter Kubelka (* 23. März 1934 in Wien) ist ein österreichischer Filmemacher und Künstler. Kubelka war Mitbegründer und langjähriger Kodirektor des Österreichischen Filmmuseums.

## Leben
Peter Kubelka ist in Taufkirchen an der Pram in Oberösterreich aufgewachsen. Er war in seiner Jugend Wiener Sängerknabe (1944–1947) und österreichischer Juniorenmeister im Diskuswerfen (1953) und Judoka. Er studierte von 1952 bis 1954 an der Hochschule für Musik und darstellende Kunst Wien und von 1954 bis 1955 am Centro Sperimentale di Cinematografia in Rom.
Im Februar 1964 gründeten Peter Kubelka und der Filmenthusiast Peter Konlechner das Österreichische Filmmuseum, das sie bis 2001 gemeinsam leiteten. Sie hatten sich 1962 bei der „Internationalen Kurzfilmwoche“ kennengelernt, die Peter Konlechner im Rahmen seines Studentenfilmclubs Cinestudio an der Technischen Universität Wien organisierte. Ihr Ziel war es, in Österreich ein Zentrum für die Präsentation und Bewahrung der internationalen Filmgeschichte zu etablieren.
1970 war Peter Kubelka Mitbegründer der Anthology Film Archives in New York, wo er erstmals sein Konzept des Invisible Cinema verwirklichen konnte und als Mitglied der Auswahljury für den Filmzyklus Essential Cinema fungierte.
Von 1978 bis 2000 unterrichtete er als Professor an der Städelschule in Frankfurt am Main und leitete die Klasse für Film und Kochen als Kunstgattung und war von 1985 bis 1988 Rektor.
1980 gründet er das Ensembles Spatium Musicum und hatte Konzerte u. a. in Chicago und in der New Yorker Carnegie Hall.
1989 verwirklichte Kubelka in Wien das Unsichtbare Kino im Österreichischen Filmmuseum und konzipierte das Zyklische Programm Was ist Film, das seit 1996 jeden Dienstag im Filmmuseum zu sehen ist.
Peter Kubelka ist Bruder der 2024 verstorbenen Schriftstellerin Susanna Kubelka. Kubelka hat mit der Malerin Gertie Fröhlich eine Tochter, Marieli Fröhlich.
2014 brachte das Österreichische Filmmuseum Martina Kudláčeks Dokumentarfilm Fragments of Kubelka auf DVD heraus.

## Werk
Kubelkas Filme sind hochverdichtete, zwischen einer und 10 Minuten lange Arbeiten. Sie stehen in der Tradition Dsiga Wertows, sowie des Avantgardefilms der 1920er Jahre: Walter Ruttmann, Viking Eggeling (Symphonie diagonale), Hans Richter, Man Ray, Fernand Léger und Marcel Duchamp definierten das Medium als eigenständige Kunstgattung und lehnten Rudimente aus den „alten Künsten“ ab.
Am bekanntesten wurde der Film Unsere Afrikareise von 1966. Hier sind Bild und Ton ähnlich gearbeitet wie Wertows „Enthusiasm“ (von dem es eine von Kubelka restaurierte Fassung gibt). Bilder und Töne sind nicht gleichzeitig aufgenommen, um einen naturalistischen Eindruck zu erzielen, sondern assoziativ miteinander verknüpft. Ein Gewehrschuss, der erklingt, wird nicht zwangsläufig mit einem ebensolchen Bild gezeigt. Kubelka setzt voraus, dass der Klang alleine reicht, um „Gewehrschuss“ zu denken. Im konkreten Beispiel sieht man einmal einen Hut vom Kopf eines Touristen fliegen, ein andermal einen Fisch, der aus dem Wasser geangelt wird. Besonders eindrücklich ist die Szene, in der sich ein Schmetterling in Nahaufnahme völlig synchron zu österreichischer Volksmusik bewegt.
Neben dem Film spielt das Kochen in Kubelkas Schaffen eine zentrale Rolle. Er ist der erste, der das Kochen explizit an einer Kunsthochschule (der Frankfurter Städelschule) als Kunst gelehrt hat. Für ihn ist Kochen die älteste bildende Kunst überhaupt.

## Metrische Filmreihe
Kubelkas „metrische“ Filme bilden eine Grundlage für den strukturellen Film, der in den 1960er und 1970er Jahren zu einer weltweiten Bewegung in der filmischen Avantgarde führte.
Peter Kubelka produzierte in seiner Schaffensperiode unter anderem drei Filme (Adebar, Schwechater und Arnulf Rainer), welche unter dem Begriff der Metrik bekannt sind. Grundsätzlich kommt der Begriff des metrischen Systems aus der Musik. Es geht dabei um einzelne Einheiten, wie etwa in der Musik stellen Notenzeichen verschiedene Zähleinheiten (halbe, viertel etc. Note) dar. Im Gegensatz dazu wird im Film eine einzelne Einstellung als Zeiteinheit verstanden. Eine Einstellung wiederum besteht aus mehreren Kadern, wobei 24 Kader eine Sekunde im Film darstellen.
In Kubelkas metrischen Filmen wird der Filmkader tatsächlich als eine Zeiteinheit eingesetzt. Er geht hierbei intensiv auf die Musik ein, indem er die Kader an die Musik anpasst und somit ein metrisches System geschaffen wird.

### Adebar
Kubelkas erster metrischer Film ist „Adebar“ (1957), mit dem auch der Wiener Formalfilm begann. In diesen Filmen ist die Form immer wichtiger als der Inhalt und meist geht ein planvolles, regelhaftes Vorgehen mit genauen Strukturen hervor. In Adebar geht Kubelka besonders vom Ton aus. Er findet ein strenges Regelsystem aus 26 Kadern, die sich immer wieder als Schleife wiederholen und die Länge der einzelnen Einstellungen bestimmen. Die Zahl 26 wird von ihm sowohl geteilt, als auch verdoppelt, wodurch sich Filmeinstellungen bestehend aus jeweils 13, 26, oder 52 Kadern ergeben.
Das Grundmaterial im Film sind acht bewegte Einstellungen von tanzenden Paaren, die sowohl als Positiv und als Negativ im gleichen Ausmaß verwendet werden. Somit erhält jeder cm² der Leinwand die exakt gleiche Lichtmenge bzw. Lichtqualität.
Der Film an sich wäre als ein Werbefilm für das Lokal „Adebar“ konzipiert worden, jedoch wurde er nicht als solcher verwendet. Der Inhalt des Films sind Silhouetten von tanzenden Paaren, die sich einerseits berühren und andererseits sich trennen. Es geht somit um Bewegungen, die sich zwar berühren wollen, aber es gleichzeitig auch nicht können. Der Inhalt des Films ist also durchwegs minimalistisch. Der Film handelt von Tanzsilhouetten, welche in drei verschiedenen Phasen gezeigt werden: in der Ausgangs-, Entwicklungs- und Endpose. Um Standbilder erreichen zu können, kopierte Kubelka die Ausgangspose 26 mal. Somit erhält der Film den eigentlichen Eindruck einer Bewegung vor allem durch die Differenz von Stand- und Bewegungsbildern.

## Auszeichnungen
- Großer Österreichischer Staatspreis (1980)[11]
- Goldenes Verdienstzeichen des Landes Wien (2001)[12]
- Österreichisches Ehrenzeichen für Wissenschaft und Kunst (2005)
- Internationaler Eckart Witzigmann Preis (2012)
- Split Film Festival Special Festival Award for the outstanding contribution to the artistic development of the moving image (2013)
- Goldenes Ehrenzeichen für Verdienste um das Land Wien (2015)[13]

## Ausstellungen (aktuelle Auswahl)
- 2004: International Festival of New Film and New Media, Split (Kroatien)
- 2005: Westfälischer Kunstverein, Münster, Touching
- 2005: ZKM, Karlsruhe, Lichtkunst aus Kunstlicht
- 2005: MAMCS Strasbourg,  L’ŒIL MOTEUR (Motorauge)
- 2006: CCCB Barcelona, THAT'S NOT ENTERTAINMENT!
- 2006: Kunsthaus Zürich, The Expanded Eye
- 2008: Akademie der Künste, Berlin, Notation: Kalkül und Form in den Künsten
- 2013: Split Film Festival, Kroatien
- 2017: Centre Pompidou, Paris, Hommage á Peter Kubelka: Monument Film[14]

## Filmografie
- Mosaik Im Vertrauen (1955) (mit Ferry Radax)
- Adebar (1957)
- Schwechater (1958)
- Arnulf Rainer (1960)
- Tesa (1964) (Werbespot-Serie)
- Unsere Afrikareise (1966)
- Pause! (1977)
- Dichtung und Wahrheit (2003)
- Antiphon (2012)[15]

## Dokumentarfilme zu Kubelka
- Peter Kubelka: Film als Ereignis, Film als Sprache, Denken als Film, Österreich 2003 - Dokumentation einer Lecture im Filmmuseum Wien
- Fragments of Kubelka, Regie: Martina Kudláček, Österreich 2012